# شركة السكب الكويتية
شركة السكب الكويتية, شركة كويتية أسست سنة 1973متخصصة في صناعة الهياكل والمعدات المعدنية وهي مدرجة منذ 1997 في سوق الكويت للأوراق الماليةيبلغ رأس مال الشركة 15 مليون دينار كويتي٬ وأكبر المساهمين فيها شركة الخير الوطنية للأسهم والعقارات بنسبة 40.86 % من رأس المال (بطريقة غير مباشرة).